# Tapis vert

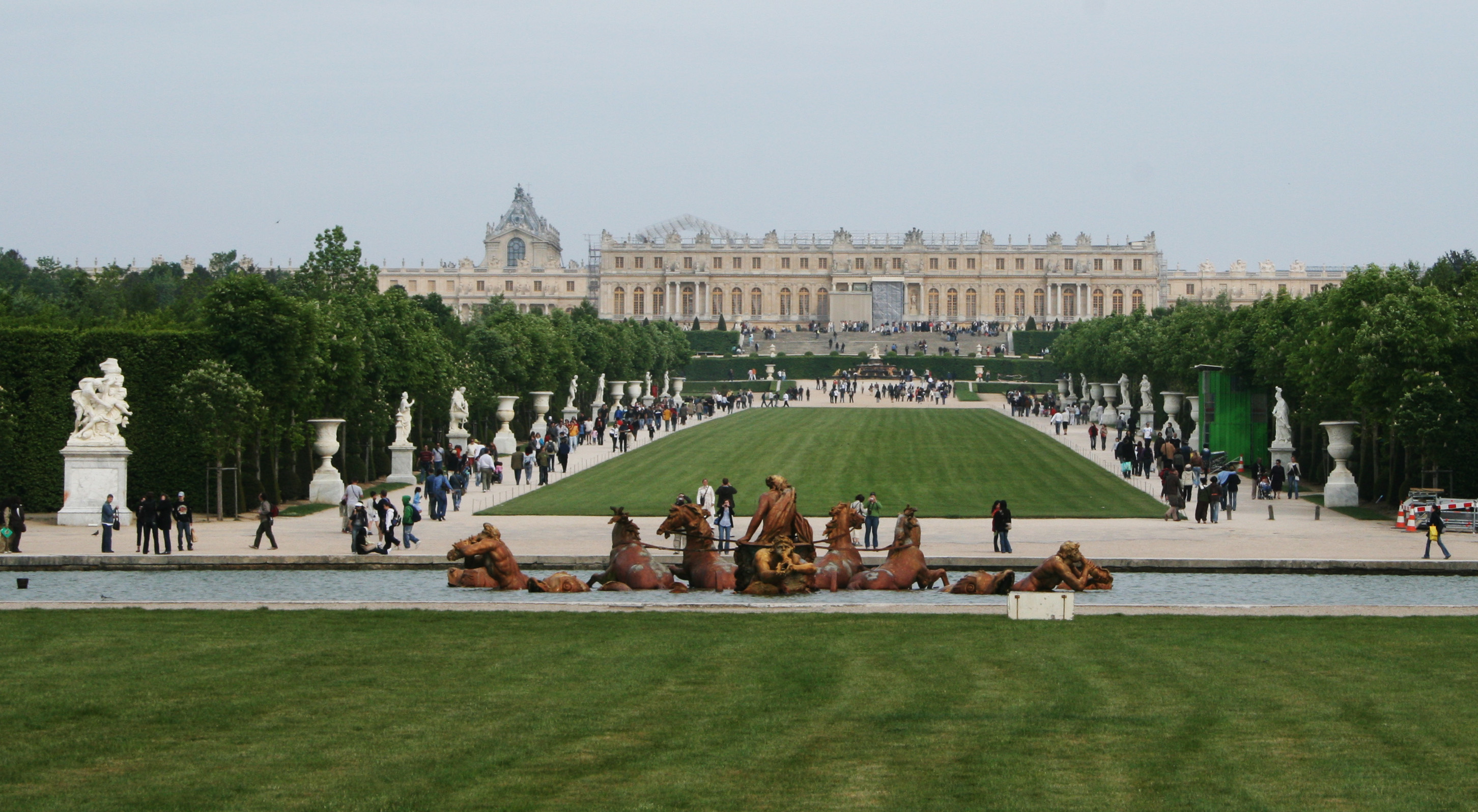
Das Tapis vert des Parks von Versailles

Ein Tapis vert (frz. grüner Teppich) ist ein Element der barocken Gartengestaltung. Es handelt sich dabei um eine große Rasenfläche mit gestutztem Bewuchs. Kennzeichnend ist, dass es nicht durch niedrige Hecken gerahmt ist und über keine Broderiedekoration verfügt. Das Tapis vert soll durch seine Schlichtheit einen Kontrast zu den aufwändigeren Parterres darstellen.